# Nephrolepis magnifica
Nephrolepis magnifica là một loài dương xỉ trong họ Nephrolepidaceae. Loài này được hort., Gard. mô tả khoa học đầu tiên năm 1909.
Danh pháp khoa học của loài này chưa được làm sáng tỏ. 